# Fahy-lès-Autrey
Fahy-lès-Autrey è un comune francese di 121 abitanti situato nel dipartimento dell'Alta Saona nella regione della Borgogna-Franca Contea.

## Storia

### Simboli
Lo stemma del comune di Fahy-lès-Autrey è stato adottato il 4 febbraio 2005.

## Società

### Evoluzione demografica
Abitanti censiti